# Niceforo III Botaniate
Niceforo III Botaniate (in greco antico: Νικηφόρος Γ΄ Βοτανειάτης?, Nikēphoros III Botaneiatēs; 1001 circa – Costantinopoli, 10 dicembre 1081) è stato un imperatore bizantino.
Fu basileus dei romei dal gennaio 1078 al 4 aprile 1081.

## Biografia
Di nobile famiglia che pretendeva di discendere dalla gens Fabia romana e dalla famiglia bizantina Focas, Niceforo servì come generale sotto Costantino IX Monomaco e Romano IV Diogene. Durante il regno di Michele VII Ducas (1071-1078) fu nominato governatore del thema dell'Anatolikon e comandante (Domestikos) delle forze militari bizantine in Asia Minore.
Nel 1078 si ribellò a Michele VII e al suo ministro delle finanze, Nikephoritzes, e con la connivenza dei turchi selgiuchidi, marciò su Nicea, dove proclamò se stesso Imperatore. Di fronte all'altro generale ribelle, Niceforo Briennio il Vecchio (padre dell'omonimo Cesare), la sua azione fu ratificata dall'aristocrazia e dal clero, mentre Michele VII abdicava e diventava monaco. Nel marzo o nel giugno del 1078, Niceforo III Botaniate entrò trionfalmente a Costantinopoli e fu incoronato dal patriarca Cosma I. Con l'aiuto del suo generale Alessio I Comneno, sconfisse Briennio e altri rivali nella battaglia di Kalavrye ma non riuscì a impedire che i turchi selgiuchidi invadessero l'Anatolia né che gli Armeni s'insediassero al di là del Tauro, in Cilicia.
Per rafforzare la sua posizione, Niceforo III pensò di sposare Eudocia Macrembolitissa, madre di Michele VII e vedova di Costantino X e di Romano IV. Il piano fu fatto fallire dal Cesare Giovanni Ducas e Niceforo sposò invece Maria d'Alania, vedova di Michele VII, contravvenendo alle norme della Chiesa. Ciò nonostante Niceforo non riconobbe i diritti successori del figlio di Maria, Costantino Ducas, cosa che lo espose al sospetto e ai complotti di parti superstiti della fazione di corte favorevole ai Ducas.
Niceforo divenne sempre più dipendente da Alessio Comneno, che ebbe successo nello sconfiggere la ribellione di Niceforo Basilacio nei Balcani (nel 1079) e che fu incaricato di frenare quella di Niceforo Melisseno in Anatolia (1080). L'Impero bizantino fronteggiò anche invasioni straniere, come quella del normanno Roberto il Guiscardo, duca di Puglia che gli aveva mosso guerra col pretesto di difendere i diritti del giovane Costantino Ducas, e che era stato promesso sposo alla figlia di Roberto, Elena. Visto che ad Alessio erano stati affidati sostanziosi contingenti armati per combattere la minaccia dell'invasione normanna, la fazione dei Ducas, guidata dal Cesare Giovanni, cospirò per rovesciare Niceforo e rimpiazzarlo con Alessio. Non riuscendo ad assicurarsi l'aiuto né dei Selgiuchidi, né di Niceforo Melisseno (entrambi suoi tradizionali nemici), Niceforo III fu forzato ad abdicare da un colpo di mano incruento nel 1081. L'Imperatore deposto si ritirò in un monastero che egli stesso aveva provvisto di donativi e morì più tardi di vecchiaia, nel corso di quello stesso anno.

## Niceforo III nei romanzi
Niceforo III compare, col ruolo di imperatore bizantino, nel romanzo di fantastoria di Harry Turtledove chiamato L'agente di Bisanzio, ambientato agli inizi del XIV secolo.

## Galleria d'immagini

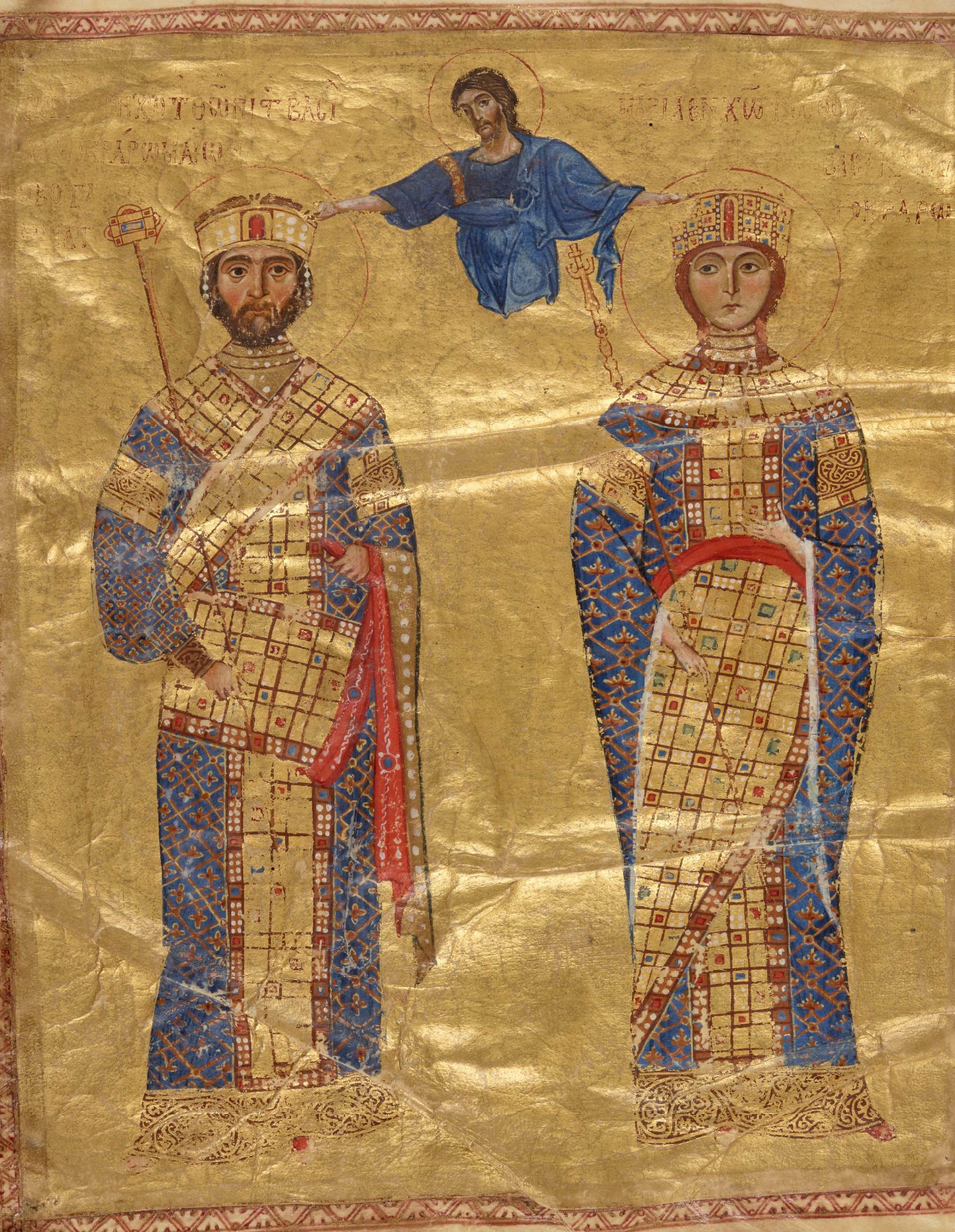
Niceforo III Botaniate, insieme alla moglie, Maria d'Alania.
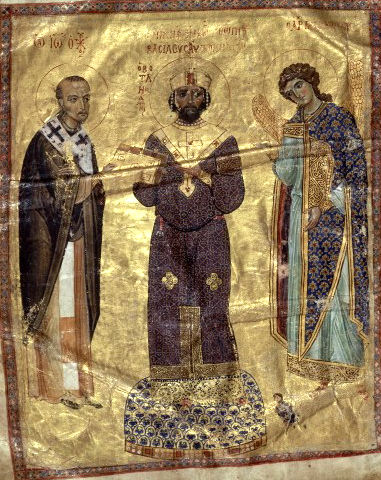
Niceforo III Botaniate con Giovanni Crisostomo e l'arcangelo Michele.
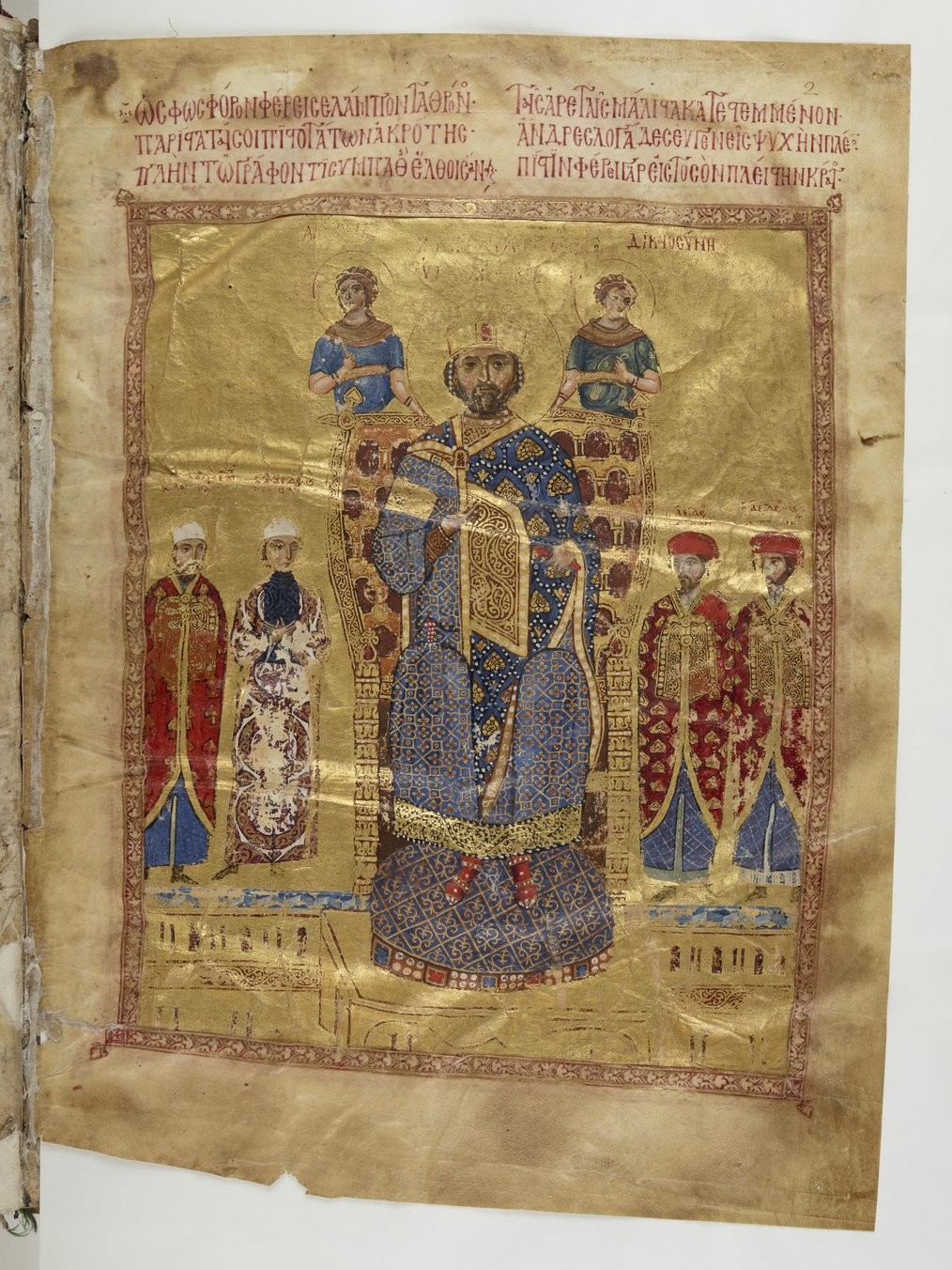
Niceforo affiancato da ufficiali di corte, sovrastato dalle personificazioni di Verità e Giustizia, miniatura dal manoscritto Coislin 79 (f. 2), Biblioteca nazionale di Francia
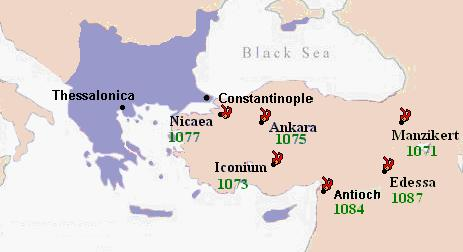
L'avanzata turca, dopo la battaglia di Manzicerta (1071), fino all'assedio di Edessa (1087).